# Eric Fernihough

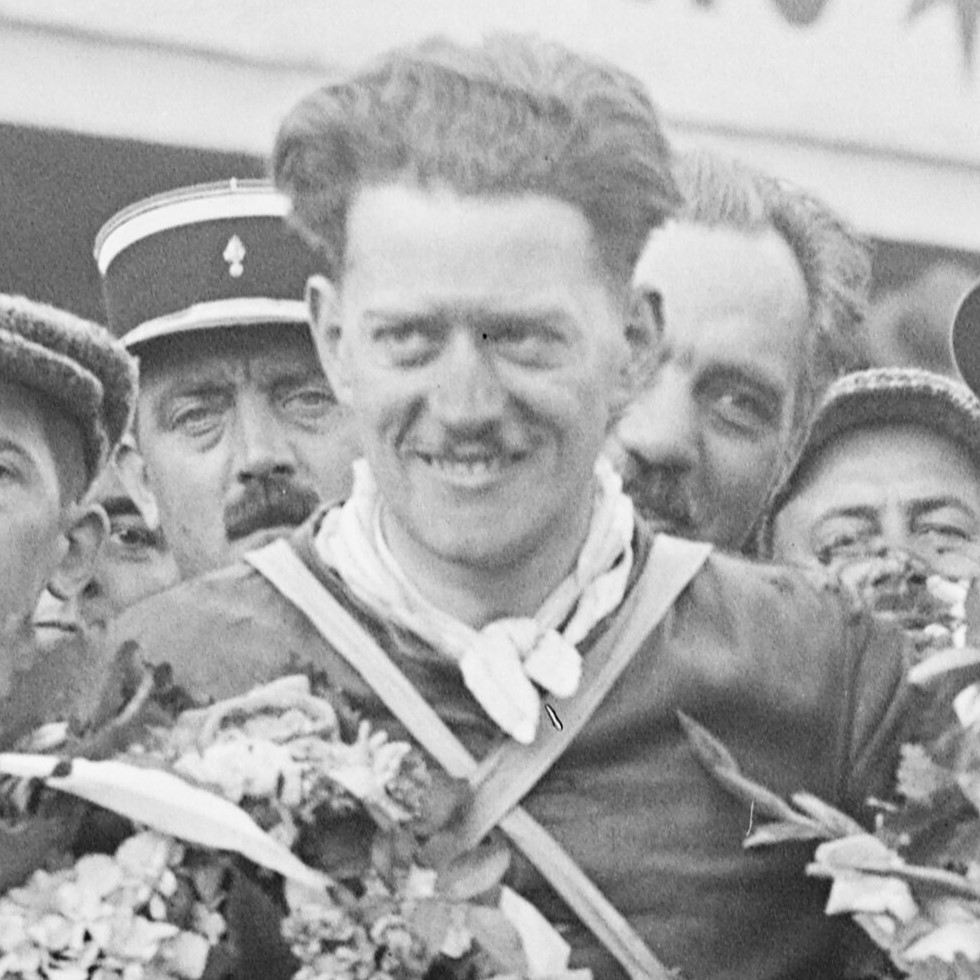
Eric Fernihough beim 13ème Grand Prix de l’UMF 1932

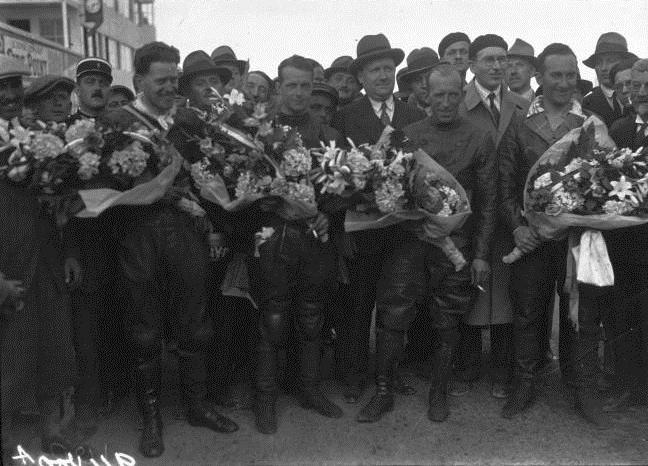
Die Sieger des 13ème Grand Prix de l’UMF: Eric Fernihough, Leo Davenport, Jimmie Simpson und Stanley Woods (v. l. n. r.).

Eric Crudgington Fernihough (* 17. Februar 1905 in Birkenhead, Cheshire, England; † 23. April 1938 in Budapest, Ungarn) war ein britischer Motorradrennfahrer.

## Karriere
Eric Fernihough belegte im Jahr 1927, im Alter von 22 Jahren, bei seiner einzigen TT-Teilnahme in der Lightweight-Klasse (bis 250 cm³) auf einer New Imperial den 13. Rang.
In der ersten Hälfte der 1930er Jahre startete er für Excelsior bei zahlreichen internationalen Rennen. Im April 1930 gewann er das renommierte North-West-200-Rennen in Nordirland in der 175er-Kategorie. Bei der Motorrad-Europameisterschaft 1930, die im Rahmen des X. Großen Preises von Belgien am 13. Juli auf dem Circuit de Spa-Francorchamps in Belgien ausgetragen wurde, belegte Fernihough im Lauf der 175-cm³-Klasse hinter dem einheimischen DKW-Piloten Yvan Goor den zweiten Rang. Im weiteren Saisonverlauf konnte der Brite mit seinem Sieg beim 175-cm³-Grand-Prix der U.M.F. auf dem Grand Circuit permanent de Pau in Frankreich einen weiteren internationalen Erfolg feiern.
Im Juni 1931 gewann Eric Fernihough mit seinem Fahrzeug zum zweiten Mal in seiner Karriere den Grand Prix der U.M.F., der in diesem Jahr in Montlhéry ausgetragen wurde und gleichzeitig der EM-Lauf der Saison war. Er setzte sich diesmal im über ca. 250 Kilometer führenden 175er-Lauf gegen Goor durch und krönte sich mit einem Vorsprung von etwa 30 Sekunden zum 175-cm³-Europameister. Den Großen Preis von Belgien und das 250er-Rennen beim North West 200 konnte der Brite in diesem Jahr ebenfalls gewinnen.
In der Saison 1932 gewann Eric Fernihough die 175-cm³-Läufe bei der Dutch TT, dem Großen Preis der U.M.F. und beim Grand Prix von Belgien. 1933 siegte Fernihough auf Excelsior zum vierten Mal in Folge beim Grand Prix der U.M.F. in der 175-cm³-Klasse.
Im Jahr 1935 verbesserte er auf einer Brough Superior den Rundenrekord auf der im Südwesten Londons gelegenen Brooklands-Bahn, einer der schnellsten Rennstrecken der damaligen Zeit überhaupt, auf 123,58 mph (198,88 km/h).
1936 stellte Eric Fernihough auf Brough Superior mit 163,82 mph (263,64 km/h) einen neuen Weltrekord über die fliegende Meile für Solo-Motorräder auf. Im folgenden Jahr verbesserte er auf einer Brough mit aufgeladenem 1000-cm³-J.A.P.-Motor im ungarischen Gyon auch den Weltrekord über den fliegenden Kilometer für Solomaschinen auf 169,79 mph (273,25 km/h). Obendrein stellte er mit 137 mph (220 km/h) auch einen neuen Rekord für Gespanne auf.
Besonders der prestigeträchtige Weltrekord über den fliegenden Solo-Kilometer war zur damaligen Zeit derart umkämpft, dass Fernihough seinen dem BMW-Piloten Ernst Jakob Henne entrissenen Rekord noch im selben Jahr an den italienischen Gilera-Piloten Piero Taruffi wieder verlor.
Neben seiner Tätigkeit als Fahrer bereitete Eric Fernihough auch Motoren für den Renneinsatz vor.

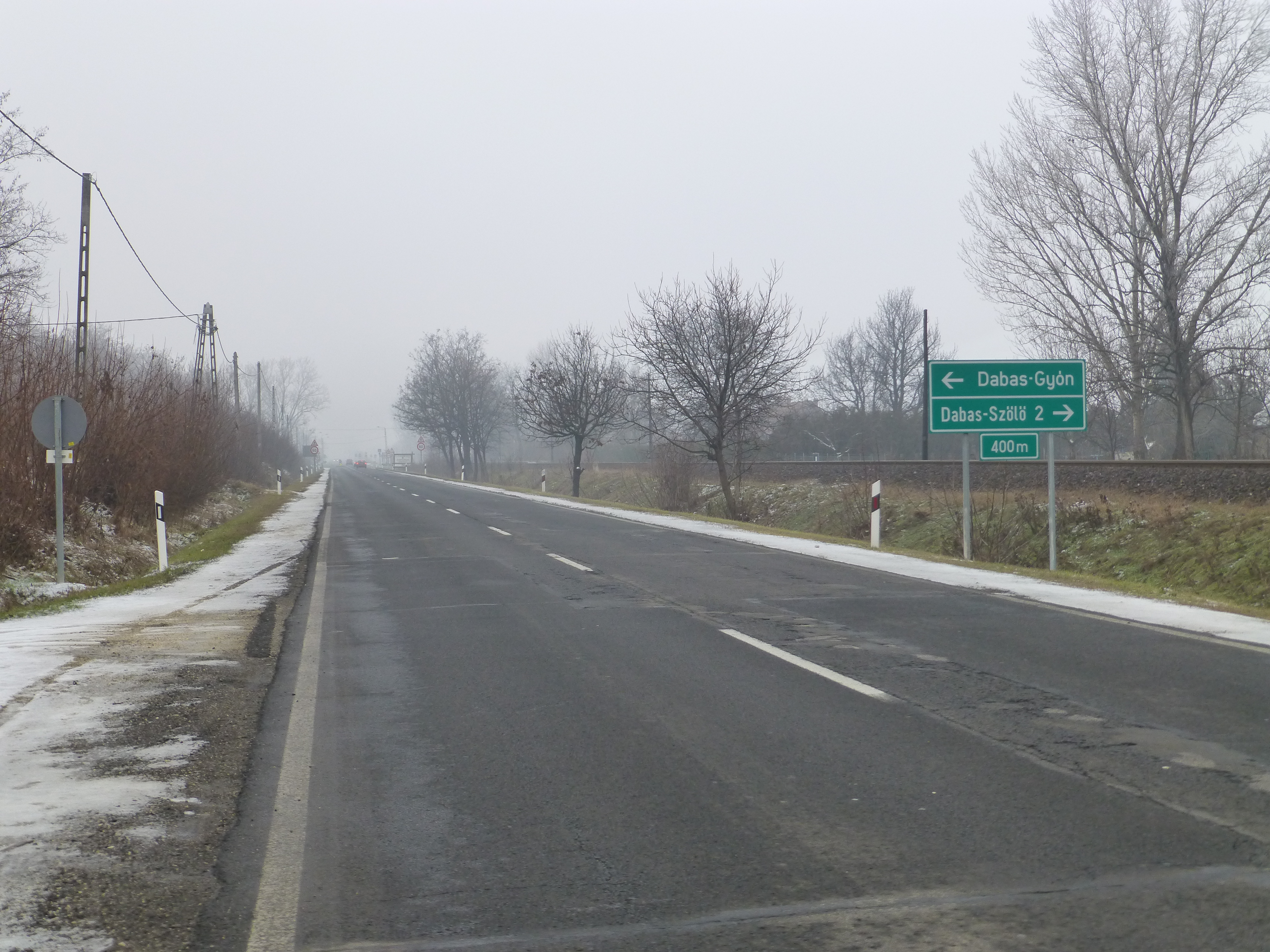
Die Unfallstelle in Gyón im Jahr 2012.

### Tödlicher Unfall
Eric Fernihough verunglückte am 23. April 1938 bei Weltrekordversuchen auf der heutigen 5-ös főút in Gyón bei Budapest in Ungarn tödlich. Er kam, möglicherweise wegen einer Windbö, mit seiner Brough-Superior-J.A.P. von der Fahrbahn ab und kam schwer zu Sturz. Danach wurde er höchstwahrscheinlich schwer verletzt nach Budapest verbracht. Seine Sterbeurkunde nennt Ulloi ut 78, Budapest, den Standort des Universitätsklinikums der Semmelweis-Universität als Sterbeort.

## Statistik

### Erfolge
- 1930 – 175-cm³-Vize-Europameister auf Excelsior
- 1931 – 175-cm³-Europameister auf Excelsior

### North-West-200-Siege
| Jahr | Klasse  | Maschine  | Durchschnittsgeschwindigkeit |
| ---- | ------- | --------- | ---------------------------- |
| 1930 | 250 cm³ | Excelsior | 53,76 mph (86,52 km/h)       |
| 1931 | 250 cm³ | Excelsior | 59,56 mph (95,85 km/h)       |
| 1932 | 250 cm³ | Excelsior | unbekannt                    |

### Weitere Siege
(gefärbter Hintergrund = Europameisterschaftslauf)
| Jahr | Klasse  | Maschine  | Rennen                        | Strecke             |
| ---- | ------- | --------- | ----------------------------- | ------------------- |
| 1930 | 175 cm³ | Excelsior | 11ème GP de l’UMF             | Pau                 |
| 1931 | 175 cm³ | Excelsior | 12ème GP de l’UMF             | Montlhéry           |
| 1931 | 175 cm³ | Excelsior | XI. Großer Preis von Belgien  | Spa-Francorchamps   |
| 1931 | 250 cm³ | Excelsior | Schwedische TT                | Onsala              |
| 1932 | 175 cm³ | Excelsior | VIII. Dutch TT                | Circuit van Drenthe |
| 1932 | 175 cm³ | Excelsior | 13ème GP de l’UMF             | Reims               |
| 1932 | 175 cm³ | Excelsior | XII. Großer Preis von Belgien | Spa-Francorchamps   |
| 1934 | 175 cm³ | Excelsior | 14ème GP de l’UMF             | Dieppe              |